# アプレシオ
アプレシオ (Aprecio) は、東京都中央区に本社を置く株式会社aprecioが運営するインターネットカフェの店舗ブランドである。社名はスペイン語で感謝の意味を表す。

## 沿革
- 2000年1月 - 資本金5000万円で株式会社アイエルワイコーポレーションを設立。
- 2000年6月 - I LOVE 遊・西葛西店を直営1号店としてオープン。
- 2001年6月 - 日本複合カフェ協会設立、初代会長に馬場正信就任。
- 2003年12月 - 東京都新宿区に「アプレシオ」1号店、新宿ハイジア店（直営店）をオープン。
- 2005年8月 - 社名を株式会社アプレシオに改称。
- 2005年11月 - 名古屋証券取引所セントレックス市場へ上場。
- 2009年6月5日 - 東京地方裁判所に民事再生法に基づく民事再生手続を申請[1][2][3]。7月6日 上場廃止。
- 2010年7月 - 株式会社東興が株式会社アプレシオを吸収合併、株式会社アイエスコーポレーションが発足。資本金7,000万円となる。
- 2013年8月30日 - MCJが株式会社アイエスコーポレーションの全株式を19億5,000万円で取得。
- 2014年1月1日 - 株式会社aprecioへ商号を変更。
- 2020年5月14日 - 株式会社MJGの破産管財人から19店舗を譲受[4][5]。

## 店舗
2023年現在は関東地方・中部地方・近畿地方のみに店舗展開している。

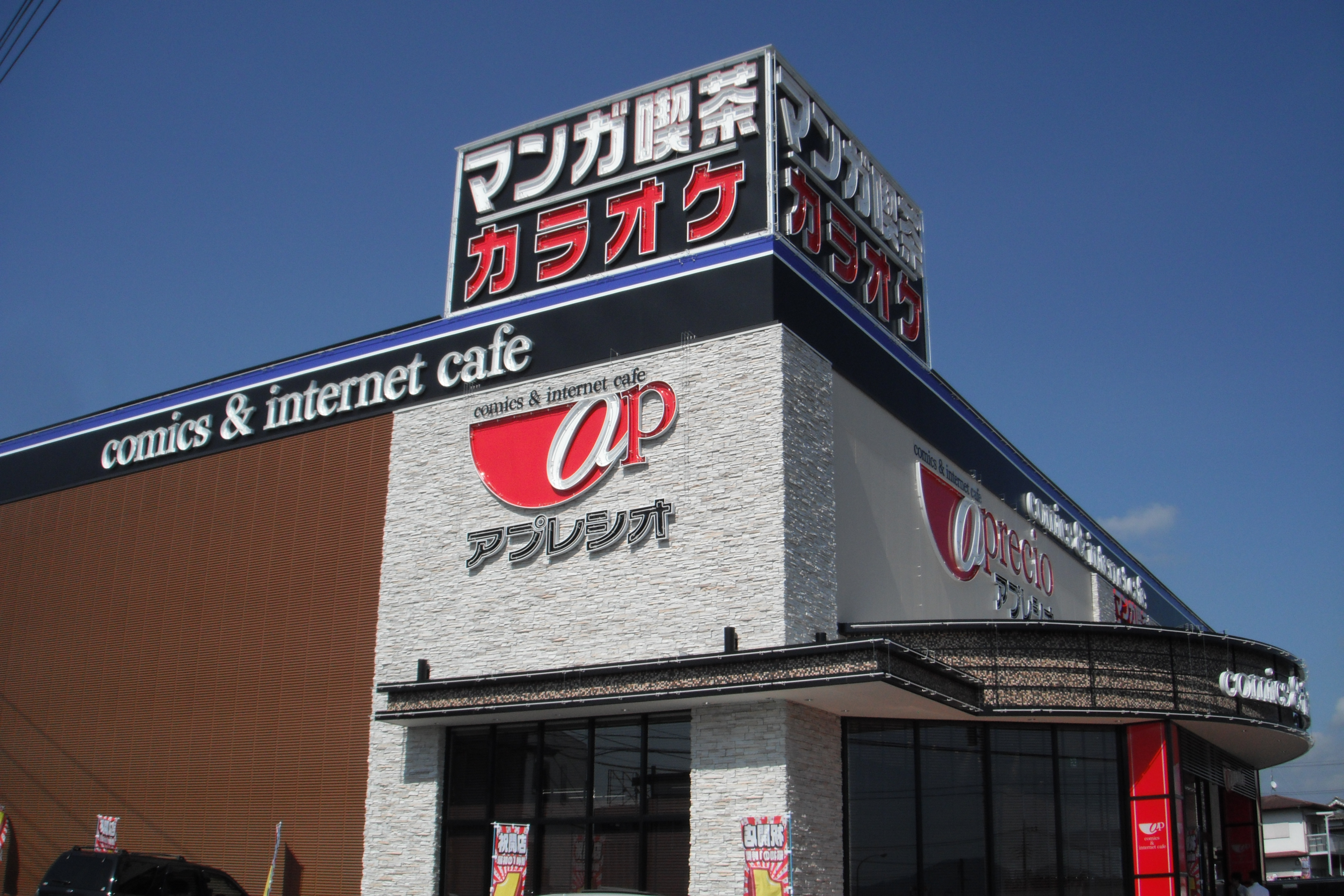
店舗の例
アプレシオ富士宮店（静岡県富士宮市）

## その他の事業
- 24時間フィットネス「MIRA fitness」* 公式ウェブサイト
- 接骨院「Mente」* 公式ウェブサイト
- ボウリング場* 公式ウェブサイト
- タイ古式マッサージ* 公式ウェブサイト
- ボルダリングジム* 公式ウェブサイト

## 広告展開
CM起用者
- 永野（2015年） - 静岡放送（SBSテレビ）で半年間放送。同局の『王様のブランチ』限定でCM展開[6]。アプレシオのCMは静岡ローカルのみでの放送だった。